# Medina separata
Medina separata là một loài ruồi trong họ Tachinidae.